# Фінал Кубка Іспанії з футболу 1927
Фінал Кубка Іспанії з футболу 1927 — футбольний матч, що відбувся 15 травня 1927 року. У ньому визначився 27-й переможець кубка Іспанії.

## Шлях до фіналу
| Реал Уніон        | Реал Уніон | Реал Уніон                                           | Раунд          | Аренас        | Аренас    | Аренас                                               |
| ----------------- | ---------- | ---------------------------------------------------- | -------------- | ------------- | --------- | ---------------------------------------------------- |
| Суперник          | Результат  | Матчі                                                |                | Суперник      | Результат | Матчі                                                |
| Реал Сарагоса     | 2–1        | 2–1 на виїзді                                        | Груповий раунд | Реал Сосьєдад | 1–4       | 1–4 на виїзді                                        |
| Атлетік (Більбао) | 1–0        | 1–0 вдома                                            | Груповий раунд | Іберія        | 6–0       | 6–0 вдома                                            |
| Реал Сарагоса     | 6–1        | 6–1 вдома                                            | Груповий раунд | Реал Сосьєдад | 4–2       | 4–2 вдома                                            |
| Атлетік (Більбао) | 0–5        | 0–5 на виїзді                                        | Груповий раунд | Іберія        | 1–0       | 1–0 на виїзді                                        |
| Атлетік (Більбао) | 2–1        | 2–1 на нейтральному полі (перегравання)              | Груповий раунд | Реал Сосьєдад | 2–1       | 2–1 на нейтральному полі (перегравання)              |
| Спортінг (Хіхон)  | 9–6        | 2–3 на виїзді; 4–1 вдома; 3–1 (на нейтральному полі) | 1/4 фіналу     | Сельта        | 6–5       | 3–1 вдома; 1–3 на виїзді; 3–2 (на нейтральному полі) |
| Реал Мадрид       | 2–0        | 2–0 на нейтральному полі                             | 1/2 фіналу     | Барселона     | 4–3       | 4–3 на нейтральному полі                             |

## Подробиці
| 15 травня 1927 |

| Реал Уніон    | 1:0 дч   | Аренас Клуб Гечо |
| ------------- | -------- | ---------------- |
| Ечевесте 117' | Протокол |                  |

| Торреро, Сарагоса Глядачів: 16 000 Арбітр: Педро Ескартін |

|  |  |

|    |  |                         |  |
|    |  |                         |  |
| В  |  | Антоніо Емері           |  |
| З  |  | Ігнасіо Бергес          |  |
| З  |  | Мануель Алса            |  |
| ПЗ |  | Альберто Вільяверде     |  |
| ПЗ |  | Франсіско Гамборена (к) |  |
| ПЗ |  | Педро Регейро           |  |
| Н  |  | Еміліо Гармендія        |  |
| Н  |  | Хосеп Ечевесте          |  |
| Н  |  | Рене Петі               |  |
| Н  |  | Луїс Регейро            |  |
| Н  |  | Мануель Сагарсасу       |  |

|    |  |                     |  |
|    |  |                     |  |
| В  |  | Хосе Марія Хаурегі  |  |
| З  |  | Крепускуло Сесумага |  |
| З  |  | Рікардо Льянтада    |  |
| ПЗ |  | Фідель Сесумага     |  |
| ПЗ |  | Хосе Урресті        |  |
| ПЗ |  | Антоніо Ланья (к)   |  |
| Н  |  | Робустьяно Більбао  |  |
| Н  |  | Мануель Гурручага   |  |
| Н  |  | Хосе Марія Єрмо     |  |
| Н  |  | Хав'єр Ріверо       |  |
| Н  |  | Хусто де Андуїса    |  |